# Holomelina ostenta
Holomelina ostenta är en fjärilsart som beskrevs av Edwards 1881. Holomelina ostenta ingår i släktet Holomelina och familjen björnspinnare. Inga underarter finns listade i Catalogue of Life.